# あいまねっ
『あいまねっ 〜悪魔な彼女をプロデュース〜』（あいまねっ 〜あくまなかのじょをプロデュース〜）は、櫻井マコトによる日本の漫画作品。『月刊ドラゴンエイジ』（富士見書房）にて2012年2月号から2013年5月号まで連載された。

## 登場人物
ヴォル・ケンドール・デイ・アーガ・リズ＝リザ
乾蒼太にアイドルとしてスカウトされる。
乾 蒼太（いぬい そうた）
芸能プロダクション㈱メガプロ　新人マネージャー。
月森 雫（つきもり しずく）
芸能プロダクション㈱メガプロ社長。

## 書誌情報
- 櫻井マコト『あいまねっ 〜悪魔な彼女をプロデュース〜』富士見書房〈ドラゴンコミックスエイジ〉、既刊1巻（2012年11月7日現在）
  1. 2012年11月7日発売[2]、ISBN 978-4-0471-2833-0